# Kfar Ecjon
Kfar Ecjon (hebrejsky כְּפַר עֶצְיוֹן‎, doslova Ecjonova vesnice, anglicky Kefar Ezyon nebo Kfar Etzion) je izraelská osada a kibuc na Západním břehu Jordánu v distriktu Judea a Samaří a v oblastní radě Guš Ecjon.

## Geografie
Nachází se v nadmořské výšce 955 m v severní části Judska a v centrální části Judských hor. Kfar Ecjon leží přibližně 10 km jihozápadně od města Betlém, 18 km jihozápadně od historického jádra Jeruzaléma a 57 km jihovýchodně od centra Tel Avivu. Osada je na dopravní síť Západního břehu Jordánu napojena pomocí lokální silnice číslo 367, která probíhá severně od obce a která se pak dále na východě napojuje na dálnici číslo 60 - hlavní severojižní tepnu Judska.
Kfar Ecjon je součástí územně kompaktního bloku izraelských sídel zvaného Guš Ecjon, který je tvořen hustou sítí izraelských vesnic a měst. Uvnitř bloku se ale nacházejí i některé palestinské sídelní enklávy a další palestinská sídla lemují okraje bloku. Neblíže ke Kfar Ecjon je to vesnice Khirbet Safa.

## Dějiny
Kfar Ecjon byl založen roku 1967. Vesnice ale leží v oblasti historického bloku Guš Ecjon, který má tradici moderního židovského osídlení ještě z doby před vznikem současného státu Izrael. Už v roce 1927 se skupina nábožensky založených Židů z Jeruzalému usadila na tomto místě (třebaže ne přesně na místě nynější vesnice), na pozemcích, které vykoupila od místních Arabů organizace Zichron David. Půda měla posloužit pro zřízení zemědělské vesnice, která tu vyrostla pod jménem Migdal Eder (hebrejsky מגדל עדר‎, podle biblické lokality doložené například v knize Genesis 35, 21). Vesnice byla osídlena jemenitskými Židy, ale už v roce 1929 byla během arabských nepokojů zničena a její obyvatelé uprchli. Druhý pokus o osídlení této oblasti nastal v roce 1934. Nová vesnice byla pojmenována Kfar Ecjon, podle jednoho z jejích zakladatelů Šmuela Cvi Holtzmana (Holtz - česky: dřevo, hebrejsky עץ‎, ec). I tato vesnice ale musela být vyklizena po arabském povstání v roce 1936. Potřetí zde byla osada Kfar Ecjon založena v dubnu 1943. Po roce 1945 dosahoval počet obyvatel ve vesnici 220. Postupně spolu s dalšími nově založenými židovskými vesnicemi vytvořila blok Guš Ecjon.
Všechny čtyři zdejší židovské osady včetně Kfar Ecjon ale byly v roce 1948 během první arabsko-izraelské války dobyty arabskými silami a jejich obyvatelé zčásti zabiti, zčásti evakuováni a zčásti vzati do zajetí.
Nynější osada v této lokalitě mohla vzniknout až po dobytí Západního břehu Jordánu izraelskou armádou, tedy po roce 1967. Už 24. září 1967 oznámil izraelský premiér Levi Eškol, že židovské osady v bloku Guš Ecjon budou znovu postaveny. Ještě téhož měsíce se tak v případě obce Kfar Ecjon skutečně stalo. 27. září 1967 se skupina budoucích osadníků sešla na vojenském hřbitově v Jeruzalému a pak po ceremoniálu vyrazil konvoj na místo vesnice, zničené v roce 1948. Zpočátku se vesničané nastěhovali do opuštěné základny jordánské armády. Během první zimy byla osada na čas zcela izolována od Jeruzaléma kvůli sněhové kalamitě. Teprve postupně došlo k výstavbě zděných domů.
Územní plán předpokládal v Kfar Ecjon možnou výstavbu 120 bytů (realizováno cca z 30 %) a v druhé fázi dalších 146 bytů (plně realizováno). Vesnice funguje jako kibuc a zemědělství si zachovává svou roli v místní ekonomice.
Počátkem 21. století byl Kfar Ecjon stejně jako téměř celá oblast Guš Ecjon zahrnut do bezpečnostní bariéry, která má probíhat jižně od Kfar Ecjon. Podle stavu k roku 2008 sice tato bariéra ještě nebyla v tomto úseku postavena, ale její trasa již je definitivně stanovena.

## Demografie
Obyvatelstvo obce Kfar Ecjon je v databázi rady Ješa popisováno jako nábožensky založené. Podle údajů z roku 2014 tvořili naprostou většinu obyvatel v Kfar Ecjon Židé (včetně statistické kategorie „ostatní“, která zahrnuje nearabské obyvatele židovského původu ale bez formální příslušnosti k židovskému náboženství).
Jde o menší obec vesnického typu s dlouhodobě rostoucí populací. K 31. prosinci 2014 zde žilo 1060 lidí. Během roku 2014 populace stoupla o 3,7 %.
| Rok            | 1982 | 1985 | 1986 | 1987 | 1988 | 1989 | 1990 | 1991 | 1992 | 1993 | 1994 | 1995 | 1996 | 1997 | 1998 | 1999 | 2000 |
| -------------- | ---- | ---- | ---- | ---- | ---- | ---- | ---- | ---- | ---- | ---- | ---- | ---- | ---- | ---- | ---- | ---- | ---- |
| Počet obyvatel | 415  | 422  | 446  | 461  | 466  | 455  | 556  | 561  | 529  | 532  | 543  | 556  | 418  | 400  | 415  | 421  | 427  |

| Rok            | 2001 | 2002 | 2003 | 2004 | 2005 | 2006 | 2007 | 2008 | 2009 | 2010 | 2011 | 2012 | 2013 | 2014 |
| -------------- | ---- | ---- | ---- | ---- | ---- | ---- | ---- | ---- | ---- | ---- | ---- | ---- | ---- | ---- |
| Počet obyvatel | 402  | 408  | 404  | 416  | 422  | 448  | 455  | 476  | 818  | 804  | 872  | 975  | 1022 | 1060 |